# Cladonia prancei
Cladonia prancei är en lavart som beskrevs av Ahti. Cladonia prancei ingår i släktet Cladonia och familjen Cladoniaceae.   Inga underarter finns listade i Catalogue of Life.